# جنایت علیه صلح

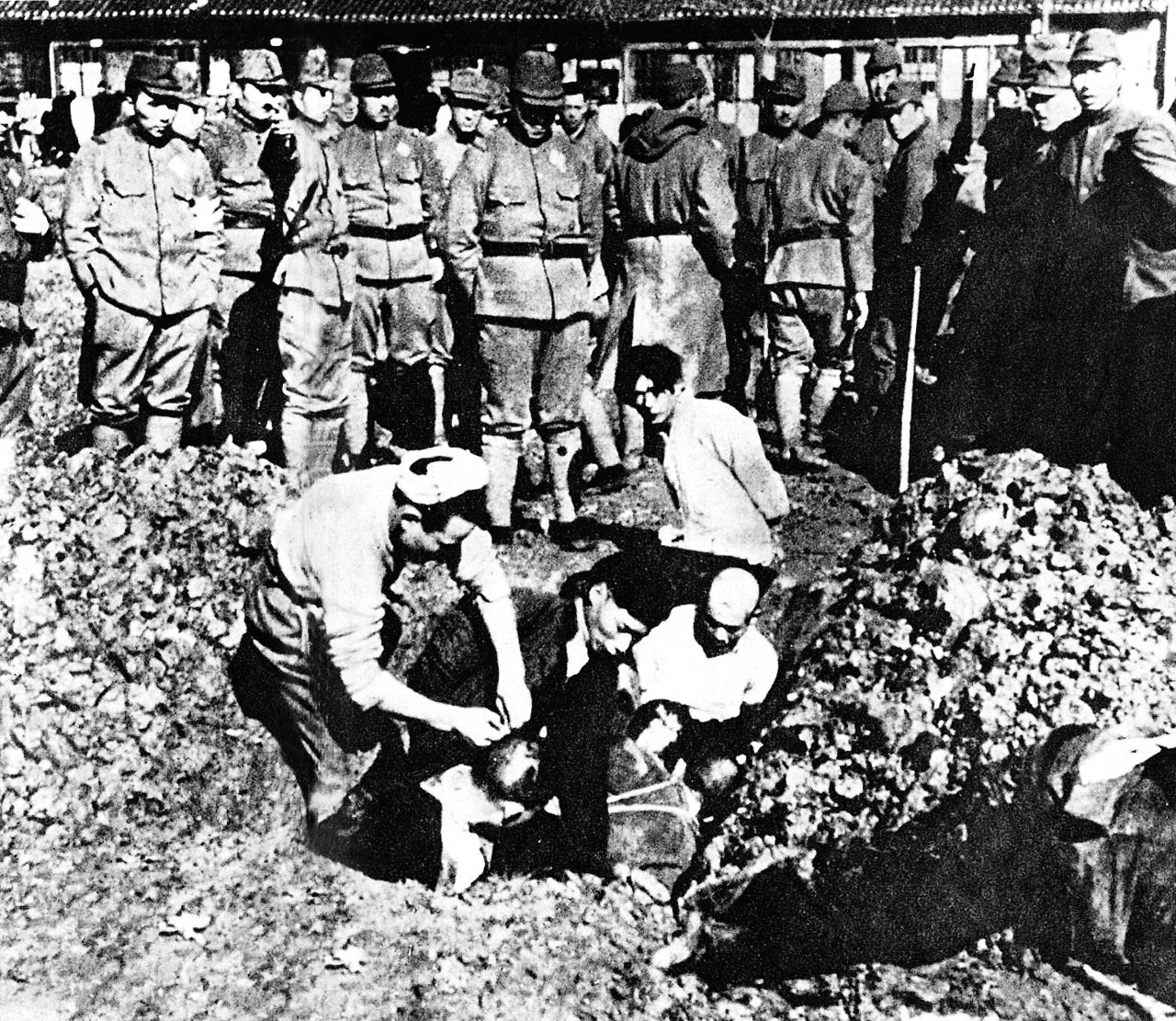
در حال زنده به گور کردن زندانیان چینی.

جنایت علیه صلح، کلاس آ (انگلیسی: Crime against peace) در حقوق بین‌الملل، برنامه‌ریزی، آماده‌سازی، آغاز یا راه‌اندازی جنگ‌های تجاوزکارانه، یا جنگی با نقض معاهدات، توافق‌نامه‌ها یا تضمین‌های بین‌المللی ، یا شرکت در یک طرح یا توطئه مشترک برای تحقق هر یک از این نتایج است. این تعریف از جنایات علیه صلح ابتدا در اصول نورمبرگ گنجانیده شد و بعداً در منشور ملل متحد گنجانده شد. همچنین به اصلی‌ترین جنایات بین‌المللی مندرج در دیوان کیفری بین‌المللی برمبنای اساسنامه رم نسل‌کشی، جنایات علیه بشریت، جنایت جنگی، و جرم تجاوزگرانه که قبلاً در پیش‌نویس قانون جنایت مورد مذاکره قرار گرفته بودند، نیز اشاره کرد.